# Tour de Guangxi Femenino 2017
La 1.ª edición del Tour de Guangxi Femenino se celebró en la región de Guangxi, República Popular China el 24 de octubre de 2017 con inicio y final en la ciudad de Guilin.
La carrera hizo parte del calendario internacional femenino de la UCI como carrera de categoría 1.1 y fue ganada por la ciclista italiana Maria Vittoria Sperotto del equipo BePink Cogeas. El podio lo completaron la ciclista australiana Amy Cure y la ciclista británica Lucy Garner ambas del equipo Wiggle High5.

## Equipos participantes
| Equipos femeninos (10)- Aromitalia Vaiano - Astana Women's Team - BePink Cogeas - BTC City Ljubljana - China Chongming-Liv Pro Cycling - Conceria Zabri-Fannini-Guerciotti - Lares-Waowdeals Women Cycling Team - Minsk Cycling Club - Orica-Scott - Wiggle High5 Equipos nacionales (6)- Austria - Hong Kong - Malasia - Filipinas - Rumania - Singapur |
| |

## Clasificaciones finales
Las clasificaciones finalizaron de la siguiente forma:

### Clasificación general
| \| Clasificación general \| Clasificación general \| Clasificación general \| Clasificación general \| Clasificación general \| \| Ciclista \| Ciclista \| Equipo \| Tiempo \| \| \| --------------------- \| ----------------------- \| --------------------- \| --------------------- \| --------------------- \| \| 1.ª \| Maria Vittoria Sperotto \| BePink Cogeas \| 2 h 51 min 56 s \| \| \| 2.ª \| Amy Cure \| Wiggle High5 \| + 0 s \| \| \| 3.ª \| Lucy Garner \| Wiggle High5 \| + 0 s \| \| \| 4.ª \| Jelena Erić \| BTC City Ljubljana \| + 0 s \| \| \| 5.ª \| Mia Radotić \| BTC City Ljubljana \| + 0 s \| \| \| 6.ª \| Sarah Inghelbrecht \| Lares-Waowdeals Women \| + 0 s \| \| \| 7.ª \| Diao Xiaojuan \| Hong Kong \| + 0 s \| \| \| 8.ª \| Eugenia Bujak \| BTC City Ljubljana \| + 0 s \| \| \| 9.ª \| Mieke Docx \| Lares-Waowdeals Women \| + 0 s \| \| \| 10.ª \| Kathrin Schweinberger \| Austria \| + 0 s \| \| |                         |                       |                 |
| |                         |                       |                 |
| Fuentes: ProCyclingStats Cycling Quotient |                         |                       |                 |
| Clasificación general |                         |                       |                 |
| Ciclista | Ciclista                | Equipo                | Tiempo          |
| 1.ª | Maria Vittoria Sperotto | BePink Cogeas         | 2 h 51 min 56 s |
| 2.ª | Amy Cure                | Wiggle High5          | + 0 s           |
| 3.ª | Lucy Garner             | Wiggle High5          | + 0 s           |
| 4.ª | Jelena Erić             | BTC City Ljubljana    | + 0 s           |
| 5.ª | Mia Radotić             | BTC City Ljubljana    | + 0 s           |
| 6.ª | Sarah Inghelbrecht      | Lares-Waowdeals Women | + 0 s           |
| 7.ª | Diao Xiaojuan           | Hong Kong             | + 0 s           |
| 8.ª | Eugenia Bujak           | BTC City Ljubljana    | + 0 s           |
| 9.ª | Mieke Docx              | Lares-Waowdeals Women | + 0 s           |
| 10.ª | Kathrin Schweinberger   | Austria               | + 0 s           |